# Hassan Mubarak
Hassan Mubarak (13 de abril de 1968) é um ex-futebolista profissional emiratense, que atuava como defensor.

## Carreira
Hassan Mubarak se profissionalizou no Al Nasr Dubaï.

## Seleção
Hassan Mubarak integrou a Seleção Emiratense de Futebol na Copa das Confederações de 1997, ele marcou um gol na competição.

## Títulos
Emirados Árabes Unidos
- Copa da Ásia de 1996: 2º Lugar